# Bermudo I
Bermudo/Vermudo I, bijgenaamd de Diaken (?-797), was koning van Asturië van 788 tot 791. 
Bermudo I was een zoon van Fruela van Cantabrië. Zijn oom Alfons I (koning 739-757), zijn neef Fruela I (koning 757-768) en zijn oudere broer Aurelius (koning 768-774) gingen hem voor.
Als jongere zoon had Bermudo voor een geestelijke loopbaan gekozen en had al de wijding tot diaken ontvangen toen een delegatie edelen hem verkoos als opvolger voor de overleden koning Mauregato (koning 783-788), bastaardzoon van Alfons I, waarschijnlijk op diens aanwijzing teneinde troonpretendent Alfons II, zoon van Fruela I, uit te schakelen.
Lang heeft Bermudo niet geregeerd want na een drietal jaren trad hij terug, al dan niet vrijwillig. Waarschijnlijk speelden een aantal verloren veldslagen tegen de Moors-Iberische overheersers mede daarin een rol. Anderzijds had Bermudo al in 790 troonpretendent Alfons als zijn opvolger aangegeven, mogelijk hem al aangesteld als co-regent.
Bermudo werd vader van Ramiro I.